# Binarea pulchripes
Binarea pulchripes är en stekelart som beskrevs av Szepligeti 1906. Binarea pulchripes ingår i släktet Binarea och familjen bracksteklar. Inga underarter finns listade.